# 7076 Divnyjanko
7076 Divnyjanko este o planetă minoră (asteroid), cu un diametru de 13,227 km, din centura de asteroizi. A fost descoperită pe 30 octombrie 1980 la Observatorul Kleť de Zdeňka Vávrová⁠(d). 
Obiectul prezintă o orbită caracterizată de o semiaxă mare de 3,1550166 UAi, o excentricitate de 0,21, o înclinație de 2,67786 ° în raport cu ecliptica.